# Перг (округ)
Перг (нем. Bezirk Perg) — округ в Австрии. Центр округа — город Перг. Округ входит в федеральную землю Верхняя Австрия. Занимает площадь 611,86 кв. км. Население 63 955 чел. Плотность населения 104 человек/кв.км.

## Административные единицы
Общины
1. Аллерхайлиген (1099)
2. Арбинг (1284)
3. Бад-Кройцен (2333)
4. Баумгартенберг (1398)
5. Димбах (1103)
6. Грайн (3115)
7. Катсдорф (2733)
8. Клам (793)
9. Лангенштайн (2650)
10. Луфтенберг-на-Дунае (3673)
11. Маутхаузен (4850)
12. Миттеркирхен (1793)
13. Мюнцбах (1701)
14. Нарн-им-Махланде (3315)
15. Пабнойкирхен (1726)
16. Перг (7150)
17. Рехберг (880)
18. Рид (3751)
19. Заксен (1783)
20. Швертберг (5179)
21. Санкт-Георген-на-Вальде (2235)
22. Санкт-Георген-на-Гузене (3533)
23. Санкт-Никола-на-Дунае (855)
24. Санкт-Томас-на-Блазенштайне (878)
25. Вальдхаузен-им-Штруденгау (2921)
26. Виндхаг-Перг (1313)